# 疏穗香薷
疏穗香薷（学名：Elsholtzia ciliata var. remota）为唇形科香薷属下的一个变种。

## 扩展阅读
- 維基物種上的相關：疏穗香薷